# 10. vestlige længdekreds
Den 10. vestlige længdekreds (eller 10 grader vestlig længde) er en længdekreds, der ligger 10 grader vest for nulmeridianen. Den løber gennem Ishavet, Atlanterhavet, Europa, Afrika, det Sydlige Ishav og Antarktis.